# سیاهدر کهنه
سیاهدر کهنه روستایی از توابع بخش مرکزی در شهرستان سقز است که در استان کردستان ایران قرار دارد.

## جمعیت
این روستا در دهستان میرده واقع شده و براساس سرشماری سال ۱۳۸۵، جمعیت آن ۱۱۶ نفر (۲۴ خانوار) بوده‌است.